# Polepy (Litoměřicei járás)
Polepy település Csehországban, a Litoměřicei járásban. Polepy Vrbice, Křešice, Chotiněves, Vrutice, Chodouny, Hoštka, Horní Řepčice és Drahobuz településekkel határos. Lakosainak száma 1319 fő (2024. január 1.).

## Népesség
A település lakosságának változását az alábbi diagram mutatja:
| Lakosok száma | 1936 | 2265 | 2134 | 1420 | 1209 | 1146 | 1375 | 1357 | 1311 | 1319 |
|               | 1869 | 1890 | 1921 | 1950 | 1980 | 2001 | 2017 | 2019 | 2022 | 2024 |